# ココアシガレット

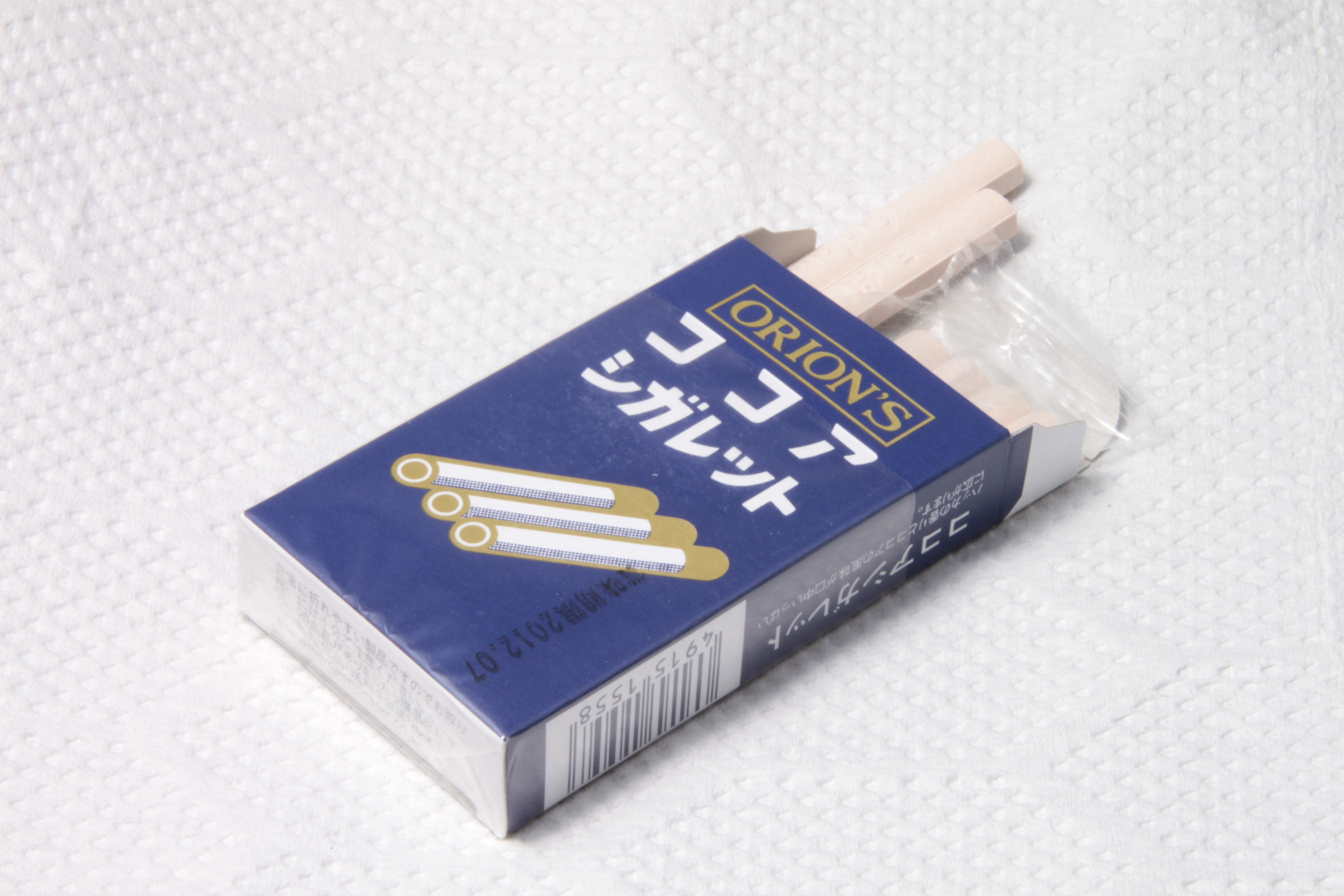
ココアシガレット

ココアシガレットは、オリオン株式会社（本社・大阪府大阪市淀川区）が製造・販売する駄菓子である。

## 概要
1951年から販売されているロングセラー。「シガレット」の名前通り、たばこを連想するパッケージに砂糖・ココア・ハッカ等を原料にした紙巻きたばこ状のラムネ菓子が6本入っている。なお、パッケージはピース(10)を意識して意匠された。
材料は時代とともに改良されたが、味とパッケージは基本的に当時と変わらない。
2012年時点の累計で約2億1000万個が販売されている。

## 歴史
元々ココアシガレットとは、喫煙前に食べる大人向け菓子として他社が売り出した商品であった。
本品は1951年に「子供は、大人のマネをしたがる」という動向から5円の価格で販売開始された。原料は砂糖・ココア・ハッカのみで、中央をココア、外側を白いハッカで巻いた（ココア部をハッカ部でサンドイッチ状にして細長く切断した）製法で、箱絵に近い紙巻きたばこ状だったが、のちに両方を混ぜて棒状に整形された物になっており、シガレットというよりチョークに似ている。
その後様々なメーカーがココアシガレットを製造したが、子供向けに開発されたものは本品のみであった。ピーク時には年間1,800万個が出荷された。
一時期「喫煙を煽る」という抗議により発売を自粛していたことがあった。また2011年現在のパッケージには「あなたの禁煙を応援します」というメッセージが記されている。
2019年には、外国人観光客の需要拡大や、SNSへの投稿で注目されたことにより売れ行きを伸ばし、年度内に1900万個の生産計画を立てている。

## 姉妹品

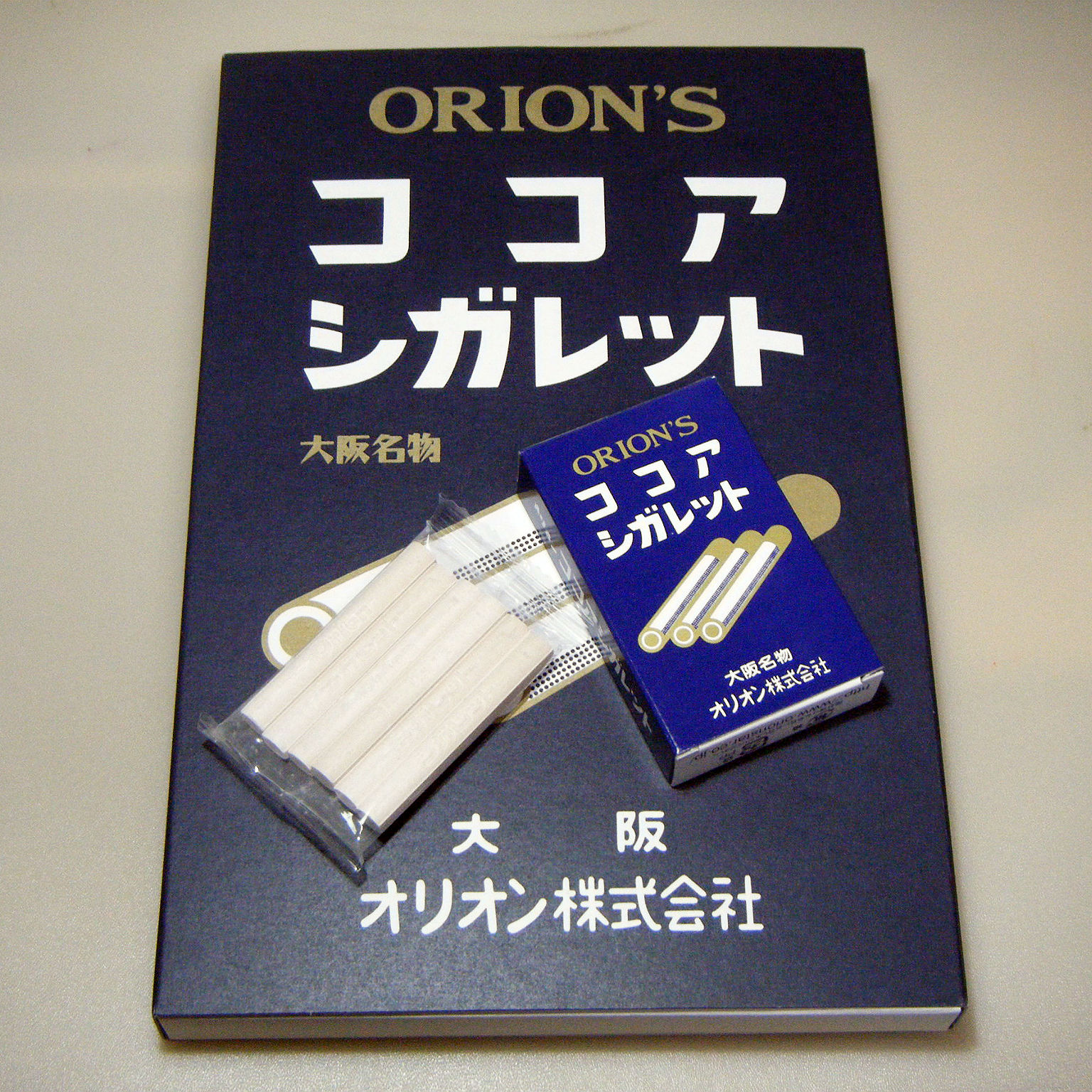
クラシックココア（ココアシガレット10個入りセット）

- オレンジシガレット - 1957年に発売開始、廃盤期間を経て1999年9月より再発売
- イチゴシガレット - 1978年8月より発売。2019年現在は廃盤
- コーラシガレット - 1985年9月より発売
- サワーシガレット - 1993年4月より発売
- ブルーベリーシガレット - 1998年4月より発売
- おとなの抹茶シガレット - 2006年9月より発売
- myCOS（マイコス） - 2018年6月より発売。商品名はIQOSを意識しており、パッケージには舞妓のイラストが描かれている。当初は「myQOS」と表記していたが、IQOSの発売元であるフィリップ・モリス・インターナショナルから苦情があり、現在の名前に改称した[8]。なお、この商品の発売以前に廃盤になった「オトナシガレット」という商品も同じく「脳天直撃ミント味」として販売されていた。[10]
- 折れへん!?ココシガタブレット - 2024年7月より発売。コンビニでの吊り下げての陳列用に、折れやすいシガレット状ではなく粒状にして糖衣したもの[11]。

## コラボレーション商品
- お菓子なパズル ココアシガレット - ハナヤマから発売。パッケージを模したパズル。
- ボーカロイドキャラクターシガレットステージ - 2014年2月発売。ファミリーマートと初音ミクのコラボ商品で、GYARI（ココアシガレットP）のイラストをパッケージに使用したココアシガレット・ソーダシガレット・オレンジシガレットの3個セットパッケージ[12]。
- だがしかしガレット - 2015年12月29日から31日まで、東京ビッグサイトで開催されたコミックマーケット89にて限定無料配布。駄菓子をテーマとした漫画『だがしかし』（コトヤマ作）のテレビアニメ化を記念して製作、パッケージには同作の登場人物である「枝垂ほたる」が描かれている[13]。
- ハローキティ おでかけタブレット - イチゴ、抹茶、ブルーベリーの3個セットパッケージであった。[10]